# 臘日
臘日（ろうにち、ろうじつ）とは、日本の暦に登場する注記の一で、選日の1つである。
選日法はいくつかあるが、丑節に来る。「臘」とは「繋ぎ合わせる」という意味で、新年と旧年の境目となる丑節を「臘節」ともいう。元々は「臘祭」という中国の習慣で、年末に神と祖先の祭祀を一緒に行うという物であった。「臘」は「猟」に通じ、猟をして捕えた獣を祭壇に供えた。日本にはこの習慣は伝わらず、臘日は単なる暦注の一つとなっている。しかしその吉凶には諸説あり、採用していない暦も多い。この日を年の暮れとして大祓を行うこともあり、そこから大晦日のことを臘日と呼ぶこともある。臘日の日は「丑節9日」「小寒後の2度目の辰日」「大寒に最も近い辰日」「大寒後の最初の戌日」がある。これらの日は水気と寒気が強まる冬季内であり、辰、戌、丑の蔵干五行の本気である土気が旺じる期間内の日であり、水気を土気で剋すこれらの日が臘日とされている。小泉光保『循環暦』では、辰は五行思想では土気（蔵干の本気が）であり（丑と戌も同様）、冬は水気であるため土剋水となり、水気を土気で剋するために辰の日を臘日とすると説いている。